# Seznam Mlýnských rybníků v Česku
Seznam rybníků v Česku nesoucích název Mlýnský rybník. 
| Rybník                                              | Vodní tok                  | Povodí říčky, řeky | Obec                   | Okres               |
| --------------------------------------------------- | -------------------------- | ------------------ | ---------------------- | ------------------- |
| Mlýnský rybník (Arnolec)                            | Arnolecký potok            | Balinka            | Arnolec                | Jihlava             |
| Mlýnský rybník (Bělčice)                            | Kostratecký potok          | Lomnice            | Bělčice                | Strakonice          |
| Mlýnský rybník (Běleč nad Orlicí)                   | Bělečský potok             | Orlice             | Běleč nad Orlicí       | Hradec Králové      |
| Mlýnský rybník (Borovnice)                          | Brodec                     | Divoká Orlice      | Borovnice              | Rychnov nad Kněžnou |
| Mlýnský rybník (Bořetín)                            | přítok Bořetínského potoka | Hamerský potok     | Bořetín                | Jindřichův Hradec   |
| Mlýnský rybník (Brloh)                              | Brložský potok             | Labe               | Brloh                  | Pardubice           |
| Mlýnský rybník (Brtnice)                            | Přísecký potok             | Jihlava            | Brtnice                | Jihlava             |
| Mlýnský rybník (Břeclav) (Apollo)                   | Včelínek                   | Dyje               | Břeclav                | Břeclav             |
| Mlýnský rybník (Častrov)                            | přítok Ctibořského potoka  | Žirovnice          | Častrov                | Pelhřimov           |
| Mlýnský rybník (Čejetice)                           | přítok Cehnického potoka   | Otava              | Čejetice               | Strakonice          |
| Mlýnský rybník (Čejkovice)                          | Dehtářský potok            | Vltava             | Čejkovice              | České Budějovice    |
| Mlýnský rybník (Černá)                              | Křivý potok                | Balinka            | Černá                  | Žďár nad Sázavou    |
| Mlýnský rybník (Červený Hrádek)                     | Vápovka                    | Moravská Dyje      | Červený Hrádek         | Jindřichův Hradec   |
| Mlýnský rybník (Číčenice)                           | Bílý potok                 | Blanice            | Číčenice               | Strakonice          |
| Mlýnský rybník (Děčín)                              | Napajedla                  | Labe               | Děčín                  | Děčín               |
| Mlýnský rybník (Dírná)                              | Mlýnský potok              | Lužnice            | Dírná                  | Tábor               |
| Mlýnský rybník (Divišovice)                         | Mlýnský potok              | Sedlecký potok     | Sedlec-Prčice          | Příbram             |
| Mlýnský rybník (Dlouhá Brtnice)                     | Karlínský potok            | Brtnice            | Dlouhá Brtnice         | Jihlava             |
| Mlýnský rybník (Dobev)                              | přítok Brložského potoka   | Otava              | Dobev                  | Písek               |
| Mlýnský rybník (Dolní Hořice)                       | Trnava                     | Želivka            | Dolní Hořice           | Tábor               |
| Mlýnský rybník (Dolní Roveň)                        | Lodrantka                  | Loučná             | Dolní Roveň            | Pardubice           |
| Mlýnský rybník (Drhovice)                           | Pilský potok               | Lužnice            | Drhovice               | Tábor               |
| Mlýnský rybník (Františkovy Lázně)                  | Stodolský potok            | Sázek              | Františkovy Lázně      | Cheb                |
| Mlýnský rybník (Frymburk)                           | Mačický potok              | Novosedelský potok | Frymburk               | Klatovy             |
| Mlýnský rybník (Habry)                              | Zbožský potok              | Sázavka            | Habry                  | Havlíčkův Brod      |
| Mlýnský rybník (Hadravova Rosička)                  | Rosička                    | Kamenice           | Hadravova Rosička      | Jindřichův Hradec   |
| Mlýnský rybník (Hartunkov)                          | Svinenský potok            | Stropnice          | Horní Stropnice        | České Budějovice    |
| Mlýnský rybník (Herálec)                            | Perlový potok              | Sázava             | Herálec                | Havlíčkův Brod      |
| Mlýnský rybník (Horažďovice)                        | Pačejovský potok           | Otava              | Horažďovice            | Klatovy             |
| Mlýnský rybník (Horní Ves)                          | Jihlava                    | Dyje               | Horní Ves              | Pelhřimov           |
| Mlýnský rybník (Hostomice)                          | Řeřicha                    | Litavka            | Hostomice              | Beroun              |
| Mlýnský rybník (Chabeřice)                          | Chabeřický potok           | Sázava             | Chabeřice              | Kutná Hora          |
| Mlýnský rybník (Chocenice)                          | Chocenický potok           | Úslava             | Chocenice              | Plzeň-jih           |
| Mlýnský rybník (Chodová Planá)                      | Planský potok              | Hamerský potok     | Chodová Planá          | Tachov              |
| Mlýnský rybník (Chomutice)                          | Javorka                    | Cidlina            | Chomutice              | Jičín               |
| Mlýnský rybník (Chotoviny)                          | Jeníčkolhotský potok       | Lužnice            | Chotoviny              | Tábor               |
| Mlýnský rybník (Chyšky)                             | Nadějkovský potok          | Smutná             | Chyšky                 | Písek               |
| Mlýnský rybník (Jabkenice)                          | Jabkenický potok           | Vlkava             | Jabkenice              | Mladá Boleslav      |
| Mlýnský rybník (Jablonné v Podještědí)              | Heřmanický potok           | Panenský potok     | Jablonné v Podještědí  | Liberec             |
| Mlýnský rybník (Jamné)                              | Šlapanka                   | Sázava             | Jamné                  | Jihlava             |
| Mlýnský rybník (Jankov)                             | Zvěstovský potok           | Blanice            | Jankov                 | Benešov             |
| Mlýnský rybník (Jeřišno)                            | Doubrava                   | Labe               | Jeřišno                | Havlíčkův Brod      |
| Mlýnský rybník (Jilem)                              | Sázavka                    | Sázava             | Jilem                  | Havlíčkův Brod      |
| Mlýnský rybník (Jince)                              | Pstruhový potok            | Litavka            | Jince                  | Příbram             |
| Mlýnský rybník (Jirkov)                             | přítok Bíliny              | Bílina             | Jirkov                 | Chomutov            |
| Mlýnský rybník (Kadov)                              | Pálenecký potok            | Lomnice            | Kadov                  | Strakonice          |
| Mlýnský rybník (Kamenice)                           | Kamenický potok            | Sázava             | Kamenice               | Praha-východ        |
| Mlýnský rybník (Kolinec)                            | Jindřichovický potok       | Ostružná           | Kolinec                | Klatovy             |
| Mlýnský rybník (Květnice)                           | Výmola                     | Labe               | Květnice               | Praha-východ        |
| Mlýnský rybník (Krucemburk)                         | Městecký potok             | Doubrava           | Krucemburk             | Havlíčkův Brod      |
| Mlýnský rybník II. (Krucemburk)                     | Městecký potok             | Doubrava           | Krucemburk             | Havlíčkův Brod      |
| Mlýnský rybník (Ledenice)                           | Zborovský potok            | Malše              | Ledenice               | České Budějovice    |
| Mlýnský rybník (Letiny)                             | Podhrázský potok           | Úslava             | Letiny                 | Plzeň-jih           |
| Mlýnský rybník (Lipnice)                            | Bolíkovský potok           | Moravská Dyje      | Český Rudolec          | Jindřichův Hradec   |
| Mlýnský rybník (Markvarec)                          | Bolíkovský potok           | Moravská Dyje      | Český Rudolec          | Jindřichův Hradec   |
| Mlýnský rybník (Milín)                              | Stěžovský potok            | Vltava             | Milín                  | Příbram             |
| Mlýnský rybník (Mladý Smolivec)                     | Bílý potok                 | Úslava             | Mladý Smolivec         | Plzeň-jih           |
| Mlýnský rybník (Mnich)                              | Dírenský potok             | Lužnice            | Mnich                  | Pelhřimov           |
| Mlýnský rybník (Modletice)                          | Chomutovický potok         | Botič              | Modletice              | Praha-východ        |
| Mlýnský rybník (Motol)                              | Motolský potok             | Vltava             | Praha-Motol            | Praha               |
| Mlýnský rybník (Mšec)                               | Loděnice                   | Loděnice           | Mšec                   | Rakovník            |
| Mlýnský rybník (Nadějkov)                           | Nadějkovský potok          | Smutná             | Nadějkov               | Tábor               |
| Mlýnský rybník (Obora)                              | Sklářský potok             | Mže                | Obora                  | Tachov              |
| Mlýnský rybník (Onšov)                              | Martinický potok           | Želivka            | Onšov                  | Pelhřimov           |
| Mlýnský rybník (Opatovice I)                        | Opatovický potok           | Vrchlice           | Opatovice I            | Kutná Hora          |
| Mlýnský rybník (Ořechov)                            | Bítýška                    | Bílý potok         | Ořechov                | Žďár nad Sázavou    |
| Mlýnský rybník (Pěčice)                             | Vlkava                     | Labe               | Pěčice                 | Mladá Boleslav      |
| Mlýnský rybník (Pelhřimov)                          | Hejlovka                   | Želivka            | Pelhřimov              | Pelhřimov           |
| Mlýnský rybník (Petrovice) (Dolní obděnický rybník) | Varovský potok             | Brzina             | Petrovice              | Příbram             |
| Mlýnský rybník (Poděšín)                            | Poděšínský potok           | Sázava             | Poděšín                | Žďár nad Sázavou    |
| Mlýnský rybník (Popelín)                            | Olešná                     | Hamerský potok     | Popelín                | Jindřichův Hradec   |
| Mlýnský rybník (Popovičky)                          | Chomutovický potok         | Botič              | Popovičky              | Praha-východ        |
| Mlýnský rybník (Přestavlky)                         | Lažanský potok             | Radbuza            | Přestavlky             | Plzeň-jih           |
| Mlýnský rybník (Pšov)                               | Borecký potok              | Střela             | Pšov                   | Karlovy Vary        |
| Mlýnský rybník (Ralsko)                             | Svébořický potok           | Ploučnice          | Ralsko                 | Česká Lípa          |
| Mlýnský rybník (Ratibořské Hory)                    | Ratibořský potok           | Lužnice            | Ratibořské Hory        | Tábor               |
| Mlýnský rybník (Rynárec)                            | Bělá                       | Hejlovka           | Rynárec                | Pelhřimov           |
| Mlýnský rybník (Říčany)                             | Říčanský potok             | Rokytka            | Říčany                 | Praha-východ        |
| Mlýnský rybník (Seč)                                | Podhrázský potok           | Úslava             | Seč                    | Plzeň-jih           |
| Mlýnský rybník (Sedlec)                             | Sedlecký potok             | Sedlecký potok     | Sedlec-Prčice          | Příbram             |
| Mlýnský rybník (Sluštice)                           | Výmola                     | Labe               | Sluštice               | Praha-východ        |
| Mlýnský rybník (Smilkov)                            | Smilkovský potok           | Mastník            | Smilkov                | Benešov             |
| Mlýnský rybník (Stará Říše)                         | Vápovka                    | Moravská Dyje      | Stará Říše             | Jihlava             |
| Mlýnský rybník (Starcova Lhota)                     | Petříkovický potok         | Smutná             | Nadějkov               | Tábor               |
| Mlýnský rybník (Staré Hutě)                         | Lužný potok                | Černá              | Horní Stropnice        | České Budějovice    |
| Mlýnský rybník (Struhařov)                          | Petroupimský potok         | Benešovský potok   | Struhařov              | Benešov             |
| Mlýnský rybník (Střítež)                            | Zlatý potok                | Šlapanka           | Střítež                | Jihlava             |
| Mlýnský rybník (Suchomasty)                         | Suchomastský potok         | Litavka            | Suchomasty             | Beroun              |
| Mlýnský rybník (Svéradice)                          | Svéradický potok           | Otava              | Svéradice              | Klatovy             |
| Mlýnský rybník (Temelín)                            | Strouha                    | Vltava             | Temelín                | České Budějovice    |
| Mlýnský rybník (Trhová Kamenice)                    | Chobotovský potok          | Chrudimka          | Trhová Kamenice        | Chrudim             |
| Mlýnský rybník (Třebařov)                           | přítok Moravské Sázavy     | Morava             | Třebařov               | Svitavy             |
| Mlýnský rybník (Třeboň)                             | Mlýnská stoka              | Lužnice            | Třeboň                 | Jindřichův Hradec   |
| Mlýnský rybník (Tuchoraz)                           | Šembera                    | Výrovka            | Tuchoraz               | Kolín               |
| Mlýnský rybník (Újezd u Průhonic)                   | Botič                      | Vltava             | Praha-Újezd u Průhonic | Praha               |
| Mlýnský rybník (Úsilov)                             | Dubovka                    | Poleňka            | Úsilov                 | Domažlice           |
| Mlýnský rybník (Úvaly)                              | Výmola                     | Labe               | Úvaly                  | Praha-východ        |
| Mlýnský rybník (Velký Luh)                          | Velkolužský potok          | Sázek              | Velký Luh              | Cheb                |
| Mlýnský rybník (Větrný Jeníkov)                     | Jiřínský potok             | Jihlava            | Větrný Jeníkov         | Jihlava             |
| Mlýnský rybník (Zbiroh)                             | Zbirožský potok            | Berounka           | Zbiroh                 | Rokycany            |
| Mlýnský rybník (Zemětice)                           | Merklínka                  | Radbuza            | Zemětice               | Plzeň-jih           |
| Mlýnský rybník (Žirovnice)                          | Žirovnice                  | Nežárka            | Žirovnice              | Pelhřimov           |